# Björgólfur Hideaki Takefusa
Björgólfur Hideaki Takefusa (Reykjavík, 11 maggio 1980) è un ex calciatore islandese di origini giapponesi, di ruolo attaccante.

## Carriera

### Club
Cresciuto nel Þróttur con il quale esordisce nella massima serie islandese e con cui gioca per quattro stagioni, prima di approdare per una stagione al Fylkir.
Approda dunque al KR, con cui conquista la Coppa d'Islanda 2008 e con cui conquista nel 2009 il titolo di capocannoniere della massima divisione islandese. Con il KR, in Europa League, segnerà uno dei 3 gol che consentirà alla formazione islandese di passare il secondo turno preliminare contro il Larissa.
Nell'ottobre 2010 passa al Vikingur. Nel 2012 torna in prestito per una stagione al Fylkir, per poi accasarsi per la stagione 2013 al Valur.